# Pleurotomella amplecta
Pleurotomella amplecta é uma espécie de gastrópode do gênero Pleurotomella, pertencente a família Raphitomidae.